# 张义堡城址
张义堡城址，位于中国甘肃省武威市凉州区，为一个省级文物保护单位，类型为古遗址。
张义堡城址的历史年代为汉、明。